# Nambroca
Nambroca település Spanyolországban, Toledo tartományban. Nambroca Toledo, Almonacid de Toledo, Ajofrín, Burguillos de Toledo, Chueca és Villaminaya községekkel határos. Lakosainak száma 5250 fő (2024).

## Népesség
A település népessége az utóbbi években az alábbiak szerint változott:
| Lakosok száma | 2693 | 2876 | 3090 | 3666 | 4298 | 4386 | 4557 | 4732 | 5020 | 5250 |
|               | 2001 | 2004 | 2007 | 2009 | 2012 | 2014 | 2017 | 2019 | 2022 | 2024 |